# ميشيل جريكو
ميشيل جريكو (بالإيطالية: Michele Greco)‏ هو مهرب مخدرات إيطالي، ولد في 12 مايو 1923 في Ciaculli ‏ في إيطاليا، وتوفي في 13 فبراير 2008 في روما في إيطاليا بسبب سرطان الرئة.